# Denis Avdić
Denis Avdić, slovenski radijski voditelj bosanskega rodu, * 31. januar 1982, Gračanica, Bosna in Hercegovina.

## Življenjepis
Avdić je do desetega leta (1992) živel v kraju Doborovci pri Gračanici. Že v mladosti sta se njegova starša ločila, oče pa se je odselil v Slovenijo. Med vojno v Bosni in Hercegovini so Denisa poslali živet k očetu v Kamnik, kjer je ostal in se izšolal za policista. Po opravljeni šoli se je preselil v Postojno, kjer je bil tudi zaposlen (služboval je v Cerknici), danes pa živi v Ljubljani. Nekaj časa je delal kot policist, hkrati pa je delal tudi na različnih radijskih postajah. Kmalu je odpovedal službo pri Policiji in se polno zaposlil na Radiu 1.
Spomladi 2013 je vodil oddajo DA Šov na Planet TV. Od marca 2014 do decembra 2019 je bil voditelj oddaje Znan obraz ima svoj glas na POP TV. V letih 2010, 2011, 2012 in 2016 je prejel viktorja za radijsko osebnost leta. Znan je tudi kot imitator, gledališki igralec in stand up komik.
S tri leta mlajšo partnerico Ano, ki je po rodu iz Banja Luke v BiH imata dva sinova. To sta Tim (*2013) in Nik (*2018).